# Gundela
Gundela ist ein weiblicher Vorname, der eine alte deutsche Kurzform von mit -gunda oder -gunde endenden Namen darstellt. Diese sind abgeleitet vom althochdeutschen Wort gunt, das Kampf bedeutet.
Siehe auch: Gundula